# Coroner (gruppo musicale)
I Coroner sono un gruppo technical thrash metal svizzero fondato nel 1983. La band si sciolse dopo dieci anni di attività e dopo aver pubblicato un totale di 7 album di cui 5 studio per poi riunirsi nel 2010.

## Storia

### Gli inizi e il successo (1983-1992)
Formatasi nel 1983 come road crew dei Celtic Frost, la band aveva inizialmente una formazione composta dal cantante Peter Attinger, i chitarristi Tommy Ritter e Oliver Anberg, il bassista Phil Pucztai e il batterista Marky Edelmann.
Nel 1985 tutti i membri iniziali, eccetto Edelmann, lasciano il complesso, e vengono sostituiti dal cantante e bassista Ron Broder e dal chitarrista Tommy Vetterli.
Con questa nuova formazione, i Coroner registrano nel 1986 il demo Death Cult.
Il loro primo album fu R.I.P., pubblicato nel 1987. Il tema portante a livello lirico è la morte, cosa che si deduce anche dal titolo e dalla copertina raffigurante un cimitero.
Sul lato posteriore del disco sono raffigurate tre urne funerarie per ceneri con inciso in ognuna il nome di un membro della band. Musicalmente parlando l'album si può definire ancora acerbo ma si intuisce l'enorme superiorità tecnica rispetto ai loro "cugini" Celtic Frost.
Il chitarrista Tommy T. Baron dimostra notevoli doti di guitar hero, citando spesso maestri dell'epoca come Ritchie Blackmore e soprattutto Yngwie Malmsteen con velocissime scale neoclassiche che si inseriscono alla perfezione su strutture tipicamente thrash. Ottime anche le performance del duo Royce/Marky con un'esecuzione ritmica impeccabile. La voce di Ron Royce è abbastanza scarna e soffocata: semplice ma efficace e molto personale.
Con gli album successivi emergeranno anche componenti progressive e la maturità compositiva crescerà enormemente. Il suono non è sempre all'altezza dello spessore artistico ma il risultato è comunque di altissimo livello anche se spesso la band tende a citare se stessa nei pezzi più veloci.
A livello lirico vengono introdotte nuove soluzioni con testi di stampo politico e sociale molto in voga per le band thrash di fine anni ottanta.
Ad esempio sul loro secondo disco Punishment for Decadence c'è il brano Masked Jackal dove il testo mette in guardia sul potere dei media nella vita politica e sociale:
Anche il terzo album No More Color dimostra le capacità del trio svizzero e ne segna l'evoluzione sonora. Ma sarà Mental Vortex, il loro quarto album in studio pubblicato nel 1991, che rappresenterà il salto di qualità della band con un disco completo, vario, molto tecnico e con un'ottima produzione.

### La svolta e lo scioglimento (1993-1996)
Proprio in questo periodo però inizierà una profonda crisi per il thrash metal e la band decise così di apportare delle modifiche ed innovazioni al loro sound.
Nel 1993 viene ragistrato Grin, il disco che vide una vera e propria svolta verso il progressive: atmosfere quasi industriali, voce filtrata, loop e effetti vari per un prodotto freddo e asettico; un album forse fin troppo avveniristico per un'epoca ed un mercato forse non ancora pronto a tanta innovazione, che però riscosse un buon successo di critica sia come disco che per le loro esibizioni dal vivo.
Il gruppo ha poi deciso di chiudere la loro esperienza raccogliendo i migliori successi nella raccolta Coroner nel 1995.
Il disco riassume molto coerentemente la carriera di una band di culto spesso incompresa: a vecchi classici si sovrappongono episodi inediti, cover e versioni riarrangiate.
Emblematico il pezzo Grin remixato in chiave techno.
La mancanza di visibilità agli occhi dei media portò la band a sciogliersi nel 1996, ed ovviamente al loro tour d'addio dopo il loro omonimo album.

### La reunion (2010-oggi)
Sin dal marzo 2005, si erano susseguite voci a proposito di una possibile riunione, la quale è avvenuta nel giugno del 2010, con un successivo reunion tour partito nei primi mesi del 2011 dalla Svizzera, per poi attraversare il Nord America e diversi stati europei, arrivando persino a presenziare al celebre festival francese Hellfest del 2011.
Il 12 febbraio 2014, con un messaggio sul sito ufficiale, Marky annuncia l'abbandono del gruppo da parte sua. Nel messaggio è fatto riferimento alla volontà da parte di tutti i membri che i Coroner continuino la loro strada con un nuovo batterista.
3 years ago we started rehearsing together for our reunion tour after a break of 15 years. We thought it was going to be a matter of a few shows. Now, after 3 years, we have performed 27 shows all over the world! I cannot find the words to describe how much i enjoyed every single gig.
I want to thank every single one of you for coming to the shows and giving us such a phantastic time. It was a great pleasure to perform for you, shake your hands and sometimes have a drink and a chat after the show.
Many thanks to all the promoters that booked us, without you we would still be sitting in our bunker rehearsing. I'm very sorry the shows we had hoped to do in Mexico, South America, Japan and Australia never happened. I was looking forward to those very much...
The following is not easy to say and believe me I have given it a lot of thought.
I will leave Coroner at the end of February this year.
I think we have played more than enough reunion shows and now it's time to either stop doing reunion shows or to move on with a new album. For me it was clear from the start that I didn't want to record another album. I love the sound of Coroner but for me it's the moment to explore new sounds without the weight of the past on my shoulders.
Ron, Tommy and I agreed that Coroner should continue with another drummer. They will announce who it's going to be on the coroner-reunion page.
With all my heart I wish 'em all the best for the future. We will be brothers forever. I will continue with a new band that you will hear about in the near future.
So thank you all once more and I hope we are gonna see you very soon!
Best,
marky»
Da maggio 2014 il nuovo batterista dei Coroner è Diego Rapacchietti (già musicista in studio con Tommy Vetterli e batterista dei 69 Chambers).
A giugno 2015 Ron Royce rivelò in una intervista (rilasciata alla webzine italiana  "Artists and Bands"), che i Coroner stavano raccogliendo le idee per un nuovo album e che sarebbero dovuti entrare in studio verso la fine del 2015.

## Formazione

### Formazione attuale
- Ron Royce (Ron Broder) - basso, voce (1985-1996, 2010-oggi)
- Tommy T. Baron (Tommy Vetterli) - chitarra (1985-1996, 2010-oggi)
- Diego Rapacchietti - batteria (2014-oggi)

### Ex componenti
- Marquis Marky (Marky Edelmann) - batteria (1983-1996, 2010-2014)
- Peter Attinger - voce (1983)
- Tommy Ritter - chitarre (1983)
- Oliver Anberg - chitarre (1983)
- Phil Pucztai - basso (1983)

## Discografia

### Album in studio
- 1987 - R.I.P.
- 1988 - Punishment for Decadence
- 1989 - No More Color
- 1991 - Mental Vortex
- 1993 - Grin
- 2025 - Dissonance Theory

### Raccolte
- 1995 - Coroner
- 1996 - The Unknown Unreleased Tracks 1985-95

### Demo
- 1986 - Death Cult
- 1987 - R.I.P.
- 1988 - Punishment for Decadence